# T Tauri

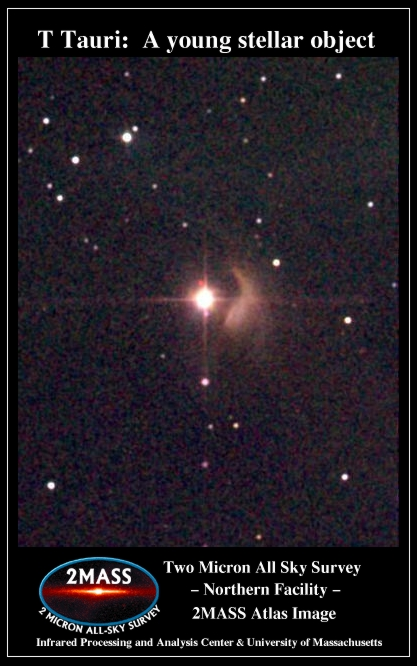
T Tauri em infravermelho.

T Tauri é uma estrela localizada na constelação Taurus. É o protótipo das estrelas T Tauri.